# Tethymyia aptena
Tethymyia aptena är en tvåvingeart som beskrevs av Wirth 1949. Tethymyia aptena ingår i släktet Tethymyia och familjen fjädermyggor.
Artens utbredningsområde är Kalifornien. Inga underarter finns listade i Catalogue of Life.